# アート・オブ・ウォー2
『アート・オブ・ウォー2』（The Art of War II: Betrayal）は、2008年のカナダのビデオ映画。日本では劇場公開された。2000年の映画『アート・オブ・ウォー』の続編である。なお、「アート・オブ・ウォー」とは、冒頭に表されるとおり、中国春秋時代の思想家孫武の作とされる兵法書『孫子 (書物)』のこと。

## ストーリー
元国連秘密保安機関のスペシャル・エージェントだったニール・ショーは、仲間の裏切りにより窮地に追い込まれたのを機に諜報の世界からの引退を決意し、ニューヨークを去る。過去を捨てたショーはナイジェル・ストーンと名を変えて、ハリウッドのアクション映画のアドバイザーとして平穏な日々を送っていた。そんな中、かつてのマーシャルアーツの恩師マザーことダニエル・モーリス・クレメンツの訃報が届く。葬儀の場でマザーの娘・メリナから恩師の死にはショーの過去が関係していることを教えられる。一方、政界進出の野心を抱くアクションスター、ジョン・ギャレットは自分の映画のアドバイザーとして働くショーに女性スキャンダルのもみ消しを依頼する。これを機に再び諜報の世界に身を投じ、凄腕ハッカーのアレックス・ハーン、ショーの国連時代の先輩エージェント、ティム神父らかつての仲間たちとともにマザーの死とギャレットの件についての調査を進めていくうちに、上院軍事委員会を牛耳る大物政治家フィリップス議員と大手軍需産業ライカー社のサラス会長の対装甲超小型ミサイルガン導入に絡む汚職事件と、その背後に潜む国家レベルの陰謀が浮かび上がるのだった。真相を追うショーたちの前に立ちふさがる強大な敵に対し、特殊戦闘能力「アート・オブ・ウォー」を極めた男の眠れる闘争本能が再び目覚める。

## キャスト
| 役名                                    | 俳優                          | 日本語吹替 |
| --------------------------------------- | ----------------------------- | ---------- |
| ニール・ショー / ナイジェル・ストーン   | ウェズリー・スナイプス        | 菅原正志   |
| メリナ・クルーズ / スーザン・マースデン | アシーナ・カーカニス          | 大坂史子   |
| ジョン・ギャレット                      | ロックリン・マンロー          | 青山穣     |
| マザー / ダニエル・モーリス・クレメンツ | クリフォード・W・スチュアート | 天田益男   |
| ティム神父                              | ウィンストン・レカート        | 菅生隆之   |
| アレックス・ハーン                      | ライアン・マクドナルド        | 鈴木正和   |
| サマンサ・カールトン上院議員            | レイチェル・ヘイワード        | 佐々木優子 |
| グラント・フィリップス上院議員          | マイケル・ライアン            |            |
| マーク・サラス                          | マイケル・フェニシー          | 楠見尚己   |
| ウェイン・ベッカーFBI捜査官             | エリック・ブレッカー          |            |
| 将軍                                    | ケネス・ヤンコ                | 天田益男   |
| ニール・ショー（少年時代）              | メジャック・ピータース        |            |

## スタッフ
- 監督：ジョセフ・ラスナック
- プロダクションデザイン：ブライアン・デイヴィー
- 衣装デザイン：ヴィッキー・マルホランド
- アソシエイト・プロデューサー：デイヴィッド・オルソン
- ライン・プロデューサー：マンデイ・スペンサー・フィリップス